# Armstrong Whitworth F.K.6
Armstrong Whitworth F.K.5 và F.K.6 là loại máy bay tiêm kích hộ tống ba tầng cánh thử nghiệm, do hãng Armstrong Whitworth chế tạo trong Chiến tranh thế giới I.

## Tính năng kỹ chiến thuật (F.K.6)
Dữ liệu lấy từ Armstrong Whitworth Aircraft since 1914 
Đặc điểm tổng quát
- Kíp lái: 3
- Chiều dài: 37 ft 0¾ in (11.30 m)
- Sải cánh: 62 ft  in (18.90 m)
- Chiều cao: 17 ft  in (5.18 m)
- Động cơ: 1 × Rolls-Royce Eagle, 250 hp (187 kW)

Vũ khí trang bị
- 2× Súng máy Lewis .303 in